# Pepita de Oliva

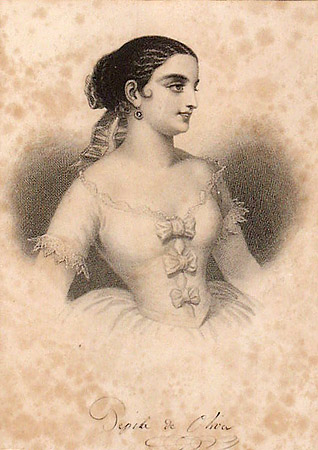
Pepita de Oliva, ilustración de August Weger (1823-1892)

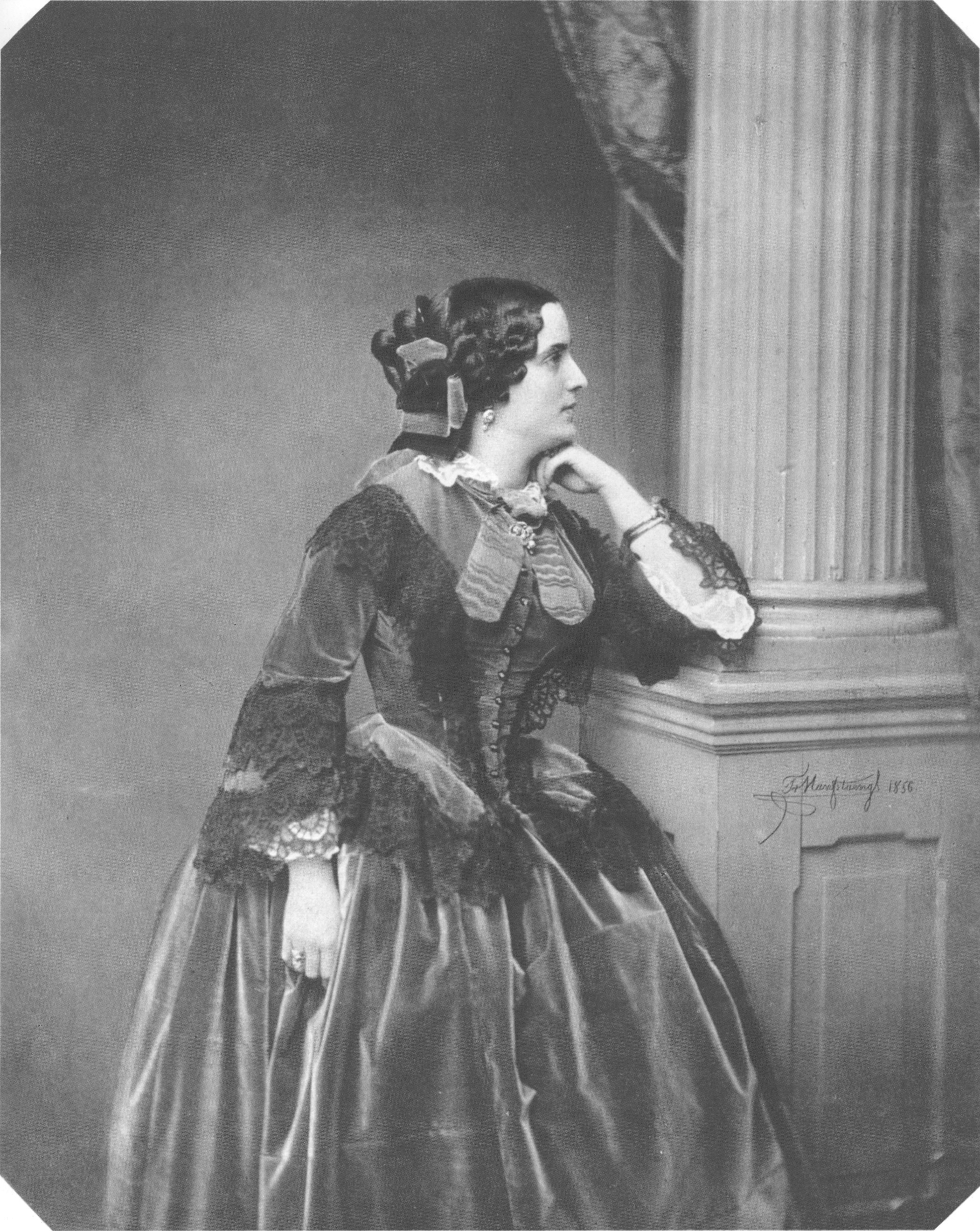
Pepita de Oliva en 1856

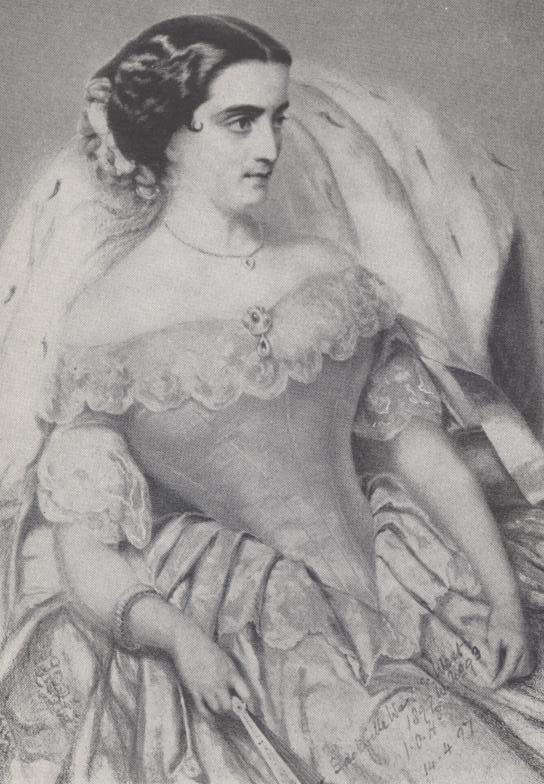
Retrato de Pepita de Oliva

Pepita de Oliva (de nombre real Josefa Durán y Ortega, nacida en el barrio del  Perchel de Málaga en 1830, fallecida el 6 de marzo de 1872 en Arcachon) fue una bailarina española conocida por su carrera en Alemania y en Austro-Hungría.

## Biografía
Fue miembro del coro de ballet de Madrid. Se hizo célebre bailando la cachucha o la danza llamada Olé. En 1852 se trasladó a Alemania y debutó por primera vez allí en Stuttgart con éxito. Desde Leipzig, donde también tuvo un gran éxito, su reputación fue reforzada y ampliada aún más con su actuación en Berlín en 1853. Durante el período de Berlín vivía en un castillo cerca de Hakenfelde Spandau. Desde entonces bailó en todos los principales teatros de Alemania. Más tarde fue a Múnich y actuó allí en febrero de 1856 por primera vez como la muda Fenella (papel de bailarina) en la ópera Masaniello, o La muda de Portici de Daniel-François-Esprit Auber.
Se enamoró del aristócrata y diplomático Lionel Sackville-West, secretario de la Embajada de Inglaterra en Alemania, aunque estaba casada con su maestro de baile, Juan de Oliva, del que tomó el nombre artístico; Lionel también contaba con esposa, pero ellos continuaron este romance adúltero y se instalaron en Arcachón (Francia); llamaron a su residencia Villa Pepita. Allí nacieron sus hijos: Maxilien, Flora, Amalia, Henry y Victoria, futura madre esta de la escritora Vita Sackville-West, la cual escribió un libro sobre su abuela andaluza, Pepita (Barcelona: Tusquets, 1989). Pepita Oliva murió de sobreparto a los 41 o 42 años, y tras su fallecimiento los hijos de la pareja reclamaron la paternidad del diplomático. En Pepita, Vita Sackville-West relata la historia de su abuela documentándose con los recuerdos familiares y con las pesquisas realizadas por un investigador contratado por la familia para demostrar la paternidad y reivindica a su madre, Victoria, repudiada por la conservadora sociedad victoriana que rechazaba a la niña de la relación adúltera y que terminará, sin embargo, casada con su primo e instalada en una lujosa mansión.
Pepita de Oliva era su nombre popular. Su nombre artístico era Josefa de la Oliva y su nombre de nacimiento completo Josefa Durán y Ortega.

## Legado
Sus numerosas actuaciones por el Imperio austrohúngaro y su fama en el mismo dejó incluso un testimonio léxico de su fama: su nombre de pila forma parte del vocabulario checo al designar un tipo de tela con diminuto ajedrezado de color negro y blanco que ella solía utilizar en sus actuaciones. La palabra también se descubre en polaco —pepitka— y en alemán —der/das pepita.  La tela, popularizada por Christian Dior en 1947, se sigue llamando el estampado Pepita.
August Conradi, autor del Berliner Couplet, le dedicó la Pepita Oliva Polka y Johann Strauss hijo le dedicó la polca Pepita, (Polka-Pepita, opus 138). También existe una marcha militar compuesta en su nombre que se llama la marcha Pepita (Pepita-Marsch).